# Ротмалер, Вернер
Вернер Хуго Пауль Ротмалер (нем. Werner Hugo Paul Rothmaler или нем. Werner Rothmaler, 20 августа 1908 — 13 апреля 1962) — немецкий ботаник.

## Биография
Вернер Хуго Пауль Ротмалер родился в городе Зангерхаузен 20 августа 1908 года.
Ротмалер был преподавателем Грайфсвальдского университета. Он внёс важный вклад в ботанику, описав множество видов растений.
Вернер Ротмалер умер в Лейпциге 13 апреля 1962 года.

## Научная деятельность
Вернер Ротмалер специализировался на папоротниковидных, водорослях и на семенных растениях.

## Научные работы
- Exkursionsflora von Deutschland (3 Bände). 1966.

## Почести
Род растений Rothmaleria семейства Астровые был назван в его честь.